# Over (Drake)
Over è un singolo del rapper canadese Drake, il primo estratto dall'album in studio Thank Me Later e pubblicato l'8 marzo 2010.
Nel brano il rapper fa uso dell'Auto-Tune.
La canzone è anche presente nella colonna sonora di NBA 2K11.

## Tracce
1. Over – 3:55

## Classifiche
| Classifica (2010)         | Posizione massima |
| ------------------------- | ----------------- |
| Canada                    | 17                |
| Germania (black)          | 10                |
| Regno Unito               | 50                |
| Regno Unito (R&B)         | 18                |
| Stati Uniti               | 14                |
| Stati Uniti (R&B/hip-hop) | 2                 |
| Stati Uniti (rap)         | 1                 |